# Алибей (река)
Алибей (тур. Alibey Deresi) — река на полуострове Пашаэли в европейской части Турции, в Восточной Фракии, на территории провинции Стамбул. Берёт исток у махалле Таякадын в районе Арнавуткёй. Впадает в северную часть бухты Золотой Рог пролива Босфор.
На реке построена плотина, образующая водохранилище Алибей, которое используется для водоснабжения Стамбула.
В устье реки расположена бывшая тепловая электростанция Силяхтарага, выведенная из эксплуатации в 1983 году, ныне музейно-выставочный центр SantralIstanbul.
В античное время известна как Кидар (др.-греч. Κύδαρος, лат. Cydarus).

## Пресные воды Европы
Среди европейцев место впадения в Босфор рек Алибей (Кидар) и Кягытхане (Варвизес) было известно как Сладкие (пресные) воды Европы (фр. Les eaux douces d'Europe). В так называемую эпоху тюльпанов при великом визире Дамаде Ибрагим-паше и султане Ахмеде III на реке Варвизес была построена плотина, а берега образовавшегося пруда, а также берега рек были одеты мрамором и застроены красивыми дворцами. Пресные воды Европы как и Пресные воды Азии (устье рек Гёксу и Кючюксу) в османскую эпоху стали излюбленным местом стамбульцев для гуляний.